# Çukurtepe
Çukurtepe (kurd. Hünyan oder Hunya) ist ein Dorf im Landkreis Karlıova der türkischen Provinz Bingöl. Çukurtepe liegt in Ostanatolien auf 1980 m über dem Meeresspiegel, ca. 24 km nördlich von Karlıova.
Der ursprüngliche Name lautet Hünyan. Dieser ist beim Katasteramt registriert und wurde beispielsweise bei den Volkszählungen von 1965 und 1980 als Alternativbezeichnung verwendet.
1985 lebten 548 Menschen in Çukurtepe. 2009 hatte die Ortschaft 773 Einwohner.
Die Ortschaft verfügt über eine Grundschule und ist an die Trinkwasserversorgung angeschlossen. Eine Kanalisation fehlt.